# Municipio de Tilden (Pensilvania)
El municipio de Tilden (en inglés: Tilden Township) es un municipio ubicado en el condado de Berks en el estado estadounidense de Pensilvania. En el año 2000 tenía una población de 3.553 habitantes y una densidad poblacional de 72.5 personas por km².

## Geografía
El municipio de Tilden se encuentra ubicado en las coordenadas 40°32′30″N 75°59′29″O / 40.54167, -75.99139.

## Demografía
Según la Oficina del Censo en 2000 los ingresos medios por hogar en la localidad eran de $49,966 y los ingresos medios por familia eran $57,045. Los hombres tenían unos ingresos medios de $41,378 frente a los $25,481 para las mujeres. La renta per cápita para la localidad era de $22,879. Alrededor del 6,0% de la población estaba por debajo del umbral de pobreza.